# Stary Oleksiniec (gmina)
Stary Oleksiniec – dawna gmina wiejska istniejąca do 1939 roku w woj. wołyńskim (obecnie na Ukrainie). Siedzibą gminy był Stary Oleksiniec.
W okresie międzywojennym gmina Stary Oleksiniec należała do powiatu krzemienieckiego w woj. wołyńskim. 1 października 1933 roku do gminy Stary Oleksiniec przyłączono część obszaru zniesionej gminy Zarudzie oraz część obszaru gminy Poczajów.
Według stanu z dnia 4 stycznia 1936 roku gmina składała się z 18 gromad. Po wojnie obszar gminy Stary Oleksiniec wszedł w struktury administracyjne Związku Radzieckiego.